# Hygropoda linearis
Hygropoda linearis is een spinnensoort uit de familie van de kraamwebspinnen (Pisauridae).
De wetenschappelijke naam van de soort werd, als Hypsithylla linearis, voor het eerst geldig gepubliceerd in 1903 door Eugène Simon.